# Jaya Indravarman Ier
Pour les articles homonymes, voir Indravarman.
Java Indravarman Ier est un roi de la VIe Dynastie du royaume de Champā il règne de 960 à 970

## Contexte
Jaya Indravarman est le fils et successeur de Indravarman III
En 965 il fait ériger une nouvelle statue dédiée à la déesse Bhagavati (en) pour remplacer celle que les Khmers avaient emporté 20 ans plus tôt Son fils Jaya Paramesvaravarman lui succède.

## Source
- Georges Maspero “Le Royaume De Champa.” vol. 11, no. 1, 1910: Chapitre V. Le Tch'eng Cheng (Suite) Dynastie VII 900-986 p. 60-71 JSTOR, www.jstor.org/stable/4526131. Consulté le 24 décembre 2020.